# Glossario della stampa e prestampa
Glossario tecnico delle terminologie utilizzate nel mondo della stampa e della prestampa.

## A
La serie "A" è uno standard di formati carta ISO internazionale (ISO 216), che va dal formato A0 (più grande) al formato A10 (più piccolo). Ogni misura piegata in due perpendicolarmente al lato lungo, rappresenta il formato della misura successiva. Vedi anche Formato carta.

### Abrasione
Il processo di logoramento per attrito. Danneggiamento della superficie a causa dello strofinamento di una parte contro un'altra parte o superficie.

### Abbondanza (di rifilo)
(eng. Trapping) Tecnica che minimizza gli effetti del “fuori registro” in stampa, consistente nel sovrastampare di poco le aree di stampa i cui bordi sono adiacenti per evitare che il fuori registro di un colore in foratura evidenzi il classico filetto bianco sul foglio stampato.

### Allargamento del punto
(eng. Dot Gain) Vedere anche Tone Value Increase, allargamento del valore tonale.

### Allestimento dello stampato
Complesso delle operazioni di finitura di un semilavorato per ottenere il prodotto finito. Si divide in cartotecnica, legatoria e confezionamento finale.

### Angolo di retino
È l'angolo che la linea dei punti forma con la verticale.

### Anilox
Cilindro retinato che serve per il trasferimento e la dosatura dell'inchiostro, secondo volumi variabili e definiti, dal calamaio/serbatoio al cliché e quindi al supporto stampato. La quantità di colore trasferito dipende da:
- rapporto fra alveoli e bianchi interalveolari
- finezza del retino
- angolazione dell'alveolo
- profondità dell'alveolo
- forma dell'alveolo

In base a questi parametri è possibile calcolare l'entità del trasporto ossia il volume degli alveoli in cm3/mq.

### Assorbenza
Capacità di un supporto cartaceo di assorbire un liquido. Nel caso degli inchiostri si fa riferimento ad un test con nero porometrico, nel caso di liquidi acquosi, all'indice di Cobb (gr di acqua/mq). Concettualmente, minore è l'assorbenza di un supporto maggiore dovrà essere la velocità d'essiccazione dell'inchiostro da utilizzare.

### Astralon
(eng. Astralon) Foglio di plastica indeformabile utilizzato per il montaggio manuale delle pellicole al fine di incidere lastre offset.

## B
La serie "B" è uno standard di formati carta ISO internazionale (ISO 216), che va dal formato B0 (più grande) al formato B10 (più piccolo). Ogni misura piegata in due perpendicolarmente al lato lungo, rappresenta il formato della misura successiva.

### Biadesivi
Servono per montare e far aderire le matrici sul cilindro di stampa (manica). Le caratteristiche di spessore, comprimibilità, densità (alta, media, bassa) e resilienza (rapidità di ritorno alla condizione iniziale dopo l'uscita di pressione) influenzano sensibilmente la qualità della stampa. Esempio: biadesivi a bassa densità riducono normalmente il dot gain dei retinati ma possono causare effetto di perlinatura nei pieni. Quelli a media densità producono pieni più uniformi ma maggiore dot gain mentre i biadesivi ad alta densità sono maggiormente adatti per pieni di grandi dimensioni.

### Bianco (grado di)
(eng. brightness). Esprime la porzione di luce blu (457 nm) riflessa dalla superficie della carta in condizioni definite (ISO 2470 Illuminante C) e viene percepita come effetto di chiarezza, bianchezza collegata alla presenza di sostanze fluorescenti, azzurranti che riflettono nella zona dei blu.

### Bianca
Facciata del foglio di stampa opposta alla Volta, che riporta la pagina 1 della segnatura.

### Bianco tipografico
La parte di una matrice di stampa che non trasferisce inchiostro. Contrografismo.

### Bianchezza
(eng. whiteness). Definisce la sensazione di bianchezza della carta e dei supporti in genere all'osservazione umana. Si misura rilevandone il colore superficiale per mezzo di un colorimetro (ISO 11475 D65/10°).

### Bicromia
Stampa a due colori.

### Bilanciamento dei grigi
Usato per valutare obiettivamente i colori poiché l’occhio umano rileva facilmente gli spostamenti di neutralità quando le aree neutre sono confrontate fianco a fianco e non c’è alcuna fusione di colori nell’area neutra. Nel sistema di riproduzione dei colori, il bilanciamento dei grigi è la condizione in cui i valori dei colori primari sono bilanciati per dare un grigio visivamente neutro. Un grigio visivamente neutro non può essere ottenuto utilizzando valori uguali di ciascun colore CMY. I valori di bilanciamento dei grigi di una serie data di inchiostri, di una carta e delle caratteristiche di trasferimento tonale descrivono le relazioni reciproche dei 3 colori, necessarie per mantener un grigio in tutta la scala tonale.

### BMP
È il formato standard per la definizione delle immagini bitmap in ambiente Windows. Supporta i metodi RGB, scala di colore, scala di grigio e bitmap; non supporta canali alfa. Si può specificare il formato Microsoft Windows o OS/2, una risoluzione in bit e, per le immagini a 4 e 8 bit è possibile usare la compressione RLE.

### Bucatura o Foratura
(eng. Knockout) Eliminazione di una parte di un grafismo per fare in modo che un altro grafismo non sovrastampi.

## C
La serie "C" è uno standard di formati carta ISO internazionale (ISO 216), che va dal formato C0 (più grande) al formato C10 (più piccolo). Ogni misura piegata in due perpendicolarmente al lato lungo, rappresenta il formato della misura successiva.

### Calibro
Spessore del supporto secondo  Tappi T411, su imisrise.tappi.org.

### Carattere
(eng. Font) Identifica una serie di caratteri tipografici aventi una comune caratteristica stilistica. I caratteri sono dei file codificati mediante un formato.

### Cartotecnica
Allestimento di stampati extralibrari come: imballaggi, cartelli espositori, rubriche, scatole, buste, sacchetti, etichette etc.

### Ciano
(eng. Cyan) Il colore di uno dei quattro inchiostri di quadricromia (gli altri sono magenta, giallo e nero).

### Cianografica
(eng. Proof, Blueprint) Indica una prova di stampa realizzata con una stampante digitale valida solo per il posizionamento e il montaggio, non valida come prova colore.

### CIE XYZ
CIE XYZ è uno dei primi spazi colori definito matematicamente dalla Commissione internazionale sull'illuminazione (CIE) nel 1931. Questo spazio colore deriva da una serie di esperimenti fatti alla fine degli anni venti del XX secolo da W. David Wright e John Guild. I loro risultati sperimentali furono combinati nelle specifiche dello spazio di colore CIE RGB, dal quale CIE XYZ fu derivato.

### Cliché
Matrice in zinco per la stampa di illustrazioni in tipografia o nella stampa a caldo. Zincografia. In tempi recenti sono state introdotte le più economiche matrici di fotopolimeri.

### Cliente finale, Committente
(eng. Consumer Product Company). Azienda che richiede un prodotto stampato, ne definisce le caratteristiche e ne ordina l'esecuzione.

### CMYK
È la sigla di Cyan, Magenta, Yellow, Key black; è un modello di colore detto anche di quattricromia o quadricromia.

### CMS (Color Management System)
Software ideati per facilitare l’uso della gestione del colore nelle applicazioni. Su Mac OS abbiamo ColorSync, su PC ICM o WCS. Questi CMS comprendono un motore di colore, un modo per organizzare la memorizzazione e il recupero dei profili ICC, un modo per assegnare (ed eventualmente modificare) il profilo del monitor.

### Colore Pantone
Colore a tinta piatta indicato con una sigla proveniente da una delle librerie di colori proposte dalla società americana Pantone.
Pantone fornisce due tipi di librerie: librerie di colori spot e librerie di colori equivalenti in colori di quadricromia; tipicamente con il termine “colore Pantone” si intende un colore spot e non di quadricromia; la parola Pantone rimane invariata al plurale, come euro.

### Colore Spot
(eng. Spot Color) Colore ottenuto con un singolo inchiostro speciale, non con inchiostri di quadricromia. Anche detto: tinta piatta, colore dichiarato, colore di barattolo, colore di scatola, quinto colore, colore di calamaio.

### Contrasto di stampa
Calcolo che confronta le letture di densità di un retino al 70 o 80% con il 100% di superficie piena dello stesso colore. Un buon contrasto di stampa indica la capacità di un sistema di stampa di tenere aperte le zone non stampanti pur continuando a mantenere un’alta saturazione dei pieni (densità).

### Contrografismo
Zona non stampante.

### Converting
Insieme delle lavorazioni, materiali, prodotti attinenti al confezionamento

### Creativo
Azienda, Persona, che crea il progetto esecutivo.

### Cromalin
È un sistema di prova contrattuale a colori della DuPont, in origine analogico (nato nel 1972 ed utilizzava le pellicole e toner colorati), successivamente il sistema analogico è stato sostituito da una serie di stampanti digitali.
Impropriamente il termine “cromalin” viene talvolta usato per indicare qualunque prova colore.

### CTF
Computer to Film. Sistema computerizzato di scrittura diretta della pellicola.

### CTP
Computer to Plate. Sistema computerizzato d'incisione diretta della matrice.

### CTP LAMS
vedi LAMS.

### Curvatura
Deformazione della carta o del cartone causata da tensione disuniforme delle due superfici. Il fenomeno è collegato alle condizioni di umidità relativa.

## D

### DCS (Desktop Color Separation)
È una versione dello standard EPS sviluppata da Quark. DCS1.0 supporta file CMYK; DCS2.0 supporta file multicanale CMYK con un canale alfa e più canali di tinte piatte.

### DPI
(eng. DPI) Unità di misura. Sigla di Dots Per Inch, ossia punti per pollice. È la misura della risoluzione (orizzontale o verticale) dei punti di stampa di una periferica di stampa; per esempio una stampante laser ha tipicamente una risoluzione di 300 punti per pollici e un platesetter (incisore di lastra) o imagesetter (incisore di pellicola) ha una risoluzione di 2400 punti per pollice.

### Durometro
È lo strumento che permette di misurare la durezza della matrice in gradi Shore A per determinare, ad esempio, le differenze di livello di polimerizzazione.
In funzione dello spessore della matrice (inferiore a 6 mm che è il valore minimo previsto dalla norma DIN 53505 per la misurazione della durezza della gomma) le misurazioni non avranno carattere assoluto ma consentiranno di avere un ottimo riferimento relativo per il controllo del processo.

## E

### Elastomero
Materiale capace di ritornare alla dimensione precedente a seguito di una deformazione.

### Emulsificazione
Dispersione dell’acqua di bagnatura nell’inchiostro.

### EPS o EPSF (Encapsulated PostScript)
È un formato grafico in grado di descrivere sia immagini vettoriali che bitmap ed è riconosciuto da quasi tutti i programmi di grafica e di impaginazione. Il formato EPS può contenere tracciati di ritaglio per mascherare le immagini una volta importate in un programma di impaginazione. Supporta i canali alfa.

## F

### File digitale
Contenitore di informazioni digitali.

### Finissaggio
Parte finale dell'allestimento: Inscatolamento, pallettizzazione, etc.

### FIRST
Flexographic Image Reproduction Specifications & Tolerances, su flexography.org.: Specifiche e tolleranze per la riproduzione delle immagini in Flessografia. Sono le linee guida, dati e tolleranze di lavorazione preparate dall'Associazione  FTA, su flexography.org. per i propri associati.

### Flessografia o Flexografia
La flessografia o, più comunemente chiamata flexo, è un metodo di stampa rotativa diretta, che usa lastre matrici a rilievo di gomma o di materiali fotopolimerici, detti cliché.

### Foratura o Bucatura
(eng. Knockout) Eliminazione di una parte di un grafismo per fare in modo che un altro grafismo non sovrastampi.

### Fotopolimerico
Materiale ottenuto per fotopolimerizzazione, vedi Fotopolimero. In ambito flessografico il termine identifica prodotti adatti alla realizzazione di matrici rilievografiche per la stampa tramite incisione laser diretta.

### Fotopolimero o Cliché
Con il termine fotopolimeri si indicano i materiali fotosensibili adatti alla realizzazione di matrici flessografiche su cui l'immagine viene trasferita tramite diversi metodi (pellicola, toner ablativo) e dove la creazione dei grafismi viene realizzata tramite un processo fotochimico che prevede l'esposizione alla luce UV e lo sviluppo per la rivelazione dei rilievo stampante.

### Forma di stampa
Dispositivo atto a trasferire o ad attivare un elemento di contrasto su un supporto di stampa.

### Frequenza di retino
Il numero di punti per unità di misura. In genere espresso in punti al cm o punti al pollice.

### FTA
Flexographic Technical Association, su flexography.org., Inc. È l'Associazione tecnica tra flessografi che si interessa della definizione e diffusione di standard di lavorazione nel settore.

## G

### GCR (Grey Component Replacement, rimozione del componente di grigio)
Tecnica che ha un effetto ingrigente con l’inchiostro nero usato per sostituire gli inchiostri dei colori di processo. Il componente grigio di un colore stampato è determinato dall’inchiostro complementare che scurisce un colore (per esempio, la quantità di giallo nel blu, di ciano nel rosso o di magenta nel verde). GCR identifica gli effetti combinati dei tre inchiostri e li sostituisce con un nero unico. Ciò stabilisce i neutri nelle illustrazioni, poiché il grigio non dipende più dal preciso bilanciamento di CMY. Se l’inchiostro nero non raggiunge una densità sufficientemente alta, alcuni CMY possono essere riportati indietro per supportare le ombre molto scure (vedere UCA).

### GIF (Graphics Interchanges Format)
È un formato grafico compresso utilizzato per la definizione di immagini in scala di colore destinate ad essere utilizzate principalmente sul Web o in altri documenti Html. In questo caso si utilizza la compressione reversibile LZW. Supporta fino a 256 colori e consente di ottenere buoni risultati con immagini a tinte piatte o al tratto contenenti un numero limitato di colori, mentre è sconsigliabile per fotografie o immagini che contengono sfumature. Può includere in un unico file più immagini in modo da creare animazioni di cui è possibile specificare la temporizzazione (GIF animate). Consente di memorizzare le immagini con una struttura tale che, all'atto della consultazione via Web, appaiano con una definizione via via migliore durante la fase di caricamento e visualizzazione (GIF interlacciate). Può assegnare una trasparenza ad uno qualsiasi dei colori della palette, in modo tale che attraverso le aree occupate da tale colore risulti visibile lo sfondo su cui l'immagine si trova (GIF trasparenti).

### Grado di liscio
Si intende la rugosità superficiale di un supporto, quindi ampiezza e profondità delle asperità superficiali. Il grado di liscio si determina con il metodo Bekk (per flusso d'aria) e può influenzare la copertura del supporto da parte del film d'inchiostro. Con supporti molto rugosi è indispensabile utilizzare alte cariche d'inchiostro (anilox profondi e di bassa lineatura) per coprire gli avvallamenti più profondi.

### Grafismo
Zona stampante.

### Giallo
Il colore di uno dei quattro inchiostri di quadricromia (gli altri sono ciano, magenta e nero).

## I

### ICC (International Color Consortium)
Organizzazione indipendente fondata nel 1993 allo scopo di sviluppare e mantenere uno standard aperto, a livello di sistema operativo e multipiattaforma per la gestione digitale del colore e a questo scopo pubblica proprie specifiche di modalità di costruzione e uso dei profili di colore.

### Imballaggio o (Packaging)
Operazioni attinenti alle tecnologie di produzione di imballi rigidi o flessibili.

### Inchiostro di stampa
Elemento di contrasto, liquido, solido od in polvere, trasferito o attivato sul supporto di stampa per costituire il grafismo.

### ISO
International Standards Organization. È l'organo preposto a livello internazionale alla definizione e sviluppo degli standard internazionali. Il Comitato Tecnico di ISO per le Arti Grafiche è TC 130.

## J

### JFIF (JPEG File Interchange Format) o JPEG o JPG
Si tratta di un formato grafico compresso secondo lo standard JPEG, largamente utilizzato per la definizione di immagini destinate ad un utilizzo sul Web o in altri documenti Html. JFIF, comunemente chiamato JPEG, supporta i metodi RGB, CMYK, scala di grigio, ma non i canali alfa utilizzabile per immagini fino a 16,7 milioni di colori. L'algoritmo di compressione utilizzato per generare questo formato consente di ridurre drasticamente le dimensioni dei file, ma porta inevitabilmente a una perdita di dati che ne compromettono in parte la qualità. Il fattore di compressione è variabile e può essere selezionato dall'operatore nei programmi che supportano tale metodo in un range che va da un fattore 2:1 (compressione senza perdita di dati) ad un fattore di 40:1. Naturalmente maggiore è il grado di compressione, minore è la qualità dell'immagine e viceversa. Una variante del JPEG è il JPEG progressivo che fornisce più rappresentazioni della stessa immagine corrispondenti a diversi valori di compressione via via meno elevati; all'atto della visualizzazione via Web un JPEG progressivo appare via via più definito man mano che procede il suo caricamento. Le immagini JPEG si decomprimono
automaticamente all'apertura.

### JPEG (Joint Photographic Experts Group)
Formato di compressione dati. Tecnica lossy supportata dai formati JPEG, PDF e Postscript. Garantisce i migliori risultati con immagini a tono continuo come le fotografie.

## L

### Lab
Lo Spazio colore Lab o CIELAB o CIE 1976 (L*, a*, b*) è uno spazio colore-opponente con la dimensione L per la luminosità e a e b per le dimensioni colore-opponente, basato sulle coordinate dello spazio colore non lineare compresso CIE XYZ. Le coordinate di Hunter 1948 sono quindi L, a e b.

### LAMS (Laser Ablation Mask System)
(eng. LAMS) L'immagine da trasportare sul polimero viene costruita cablando una superficie di colore nero stesa sopra il polimero vergine.

### Lastra (offset)
La lastra litografica , o lastra offset , è il supporto (forma) utilizzato nella stampa offset che fisicamente trasferisce l'inchiostro su un supporto gommato (caucciù) che a sua volta lo trasferisce, per contatto, sulla carta.

### Legatoria
Allestimento di stampati librari e simili: libri, opuscoli, riviste, dépliant, cataloghi, etc.

### Libro
Prodotto stampato composto da interno e copertina unite tra loro da colla (brossura e/o cartonato).

### LPI (Lines Per Inch)
(eng. LPI) unità di misura. Esprime in numero di linee per ogni pollice.

### LZW (Lempel-Ziv-Welch)
Formato di compressione dati. Tecnica lossless supportata dai formati TIFF, PDF, GIF e Postscript. Ideale per comprimere immagini al tratto o a tinte piatte con un numero limitato di colori.

## M

### Magenta
Il colore di uno dei quattro inchiostri di quadricromia (gli altri sono ciano, giallo e nero).

### Manica
Cilindro cavo utilizzato per il montaggio della matrice in macchina da stampa.

### Marezzatura o Moiré]
(eng. Moirèe) Effetto ottico di iterazione geometrica conseguente alla sovrapposizione o alla sovrastampa di retinati aventi le stesse caratteristiche di ripartizione.

### Matrice di stampa
Elemento che permette il trasferimento ripetitivo dell'inchiostro sul substrato. Può essere di tipologia diversa a seconda del sistema di stampa.

### Matrice Flessografica
È una forme di stampa rilievografica che presenta zone stampanti (grafismi) a rilievo rispetto alle zone non stampanti (contro-grafismi). La struttura del materiale utilizzato, gomma o materiali fotopolimerici, resiliente e flessibile è la caratteristica principale che ha dato il nome alla stampa flessografica.

### Microscopio
Per la verifica della riproduzione dei grafismi è opportuno utilizzare un microscopio con un coefficiente di ingrandimento nella gamma tra ~50x fino a ~800x. Questi strumenti consentono una verifica bidimensionale del grafismo e non consentono la verifica di profondità.

### Misuratore di valore tonale
Per la misurazione del valore tonale, ovvero del rapporto tra l'area della superficie stampante e quella non stampante, si utilizzano delle telecamere dotate di un sistema di calcolo che è in grado di analizzare l'effettiva area stampante del grafismo. Questi strumenti possono essere basati su telecamere con focali oppure da veri e propri sistemi interferometrici che consentono di calcolare la topografia della superficie della matrice. È inoltre necessario disporre di un densitometro in bianco/nero (possibilmente con filtro UV) per la verifica dei materiali in pellicola e del toner nero sulle lastre digitali ablative.

### Monocromia
Stampa ad un solo colore.

## N

### Nero
Il colore di uno dei quattro inchiostri di quadricromia (gli altri sono ciano, magenta e giallo).

## O

### Offset
Sistema di stampa piana indiretta, in quanto i grafismi ed i contrografismi sono sullo stesso piano, che si basa sulla repulsione tra acqua ed inchiostro grasso.

### Opuscolo
Prodotto stampato e allestito con cucitura a punto metallico, termoplastici o similari.

### Orfano
Titolo di un capitolo nell’ultima riga della pagina precedente.

### Originale
Soggetto da riprodurre.

## P

### Perlinatura
(eng. mottle) mancanza di uniformità di un pieno di colore stampato. Si usa anche il termine “buccia d'arancio”.

### PCX
È un formato grafico ormai caduto ormai in disuso ma che ha rappresentato per lungo tempo uno standard per le applicazioni grafiche su piattaforma PC. Supporta i metodi RGB, scala di colore, scala di grigio e bitmap, ma non i canali alfa. Le immagini possono avere risoluzioni di 1, 4, 8 o 24 bit; è possibile usare la compressione RLE.

### PDF (Portable Document Format)
È un formato creato da Adobe e utilizzato da Adobe Acrobat, un pacchetto software per l'editoria elettronica utilizzabile su piattaforma Windows, Macintosh, Unix e DOS. I file PDF possono essere visualizzati con l'applicazione Acrobat Reader. Come tutti i formati PostScript, il PDF può contenere sia immagini bitmap che vettoriali, oltre a funzioni di ricerca e navigazione all'interno del documento. Supporta i metodi RGB, CMYK, scala di colore, scala di grigio, bitmap, LAB, ma non i canali alfa. Supporta altresì le compressioni JPEG e ZIP. Il PDF rappresenta l'ossatura di una nuova filosofia sviluppata da Adobe per la gestione e lo scambio dei documenti elettronici (e-paper) e che ha portato in breve tempo questo formato a rappresentare uno standard riconosciuto in diversi Paesi.

### PICT (Macintosh Picture)
Standard per la definizione di file grafici su piattaforma Macintosh. Supporta il metodo RGB con un canale alfa e i metodi scala di colore, scala di grigio e bitmap senza canali alfa. PICT2 supporta il colore a 24 bit. Efficace nella compressione di immagini che presentano grandi aree di colore uniforme e dei canali alfa. le immagini RGB possono avere risoluzioni di a 16 o 32 bit, quelle a scala di grigio 2, 4 o 8 bit per pixel.

### Piegatura
Operazione che trasforma i fogli stesi in fogli piegati o in segnature.

### PNG (Portable Network Graphics)
Formato compresso pensato come alternativa al GIF, a differenza di quest'ultimo supporta immagini a 24 bit con una gamma fino a 16,7 milioni di colori e può produrre sfondi trasparenti di buona qualità. Supporta i metodi scala di grigio, RGB con un solo canale alfa, bitmap e scala di colore senza canali alfa. Progettato appositamente per consentire la compressione di file grafici senza alterazioni di qualità è adatto a qualsiasi tipo di immagine, ma non è supportato da tutti i browser.

### Policromia
Stampa a più colori.

### PPI (Pixel Per Inch)
(eng. PPI) Unità di misura. Rappresenta i pixel per pollice. È la misura di risoluzione (orizzontale o verticale) di un'immagine raster (cioè un'immagine composta di pixel) quando visualizzata su un display o stampata con una periferica di stampa; anche misura di risoluzione di un display raster (cioè composto di pixel); la risoluzione orizzontale di un'immagine o di un monitor è in relazione con la sua dimensione e con il numero di pixel: numero di pixel di base / base dell'immagine o del monitor in pollici = risoluzione in pixel per pollice (analogamente per la verticale).

### Prematrice
Modello intermedio fra l'originale e la matrice necessario per ottenere la formatura grafica.

### Prestampa
Complesso di operazioni che, partendo dall'originale, porta, attraverso la progettazione grafica, alla realizzazione di prematrici, matrici e forme di stampa.

### Procedimento grafico
Gruppo di processi finalizzati ad ottenere un prodotto stampato.

### Processo grafico
Operazioni svolte in prestampa ed in stampa per ottenere un prodotto stampato.

### Profilo ICC
Un profilo ICC è un insieme di dati che descrivono, secondo regole e standard promulgate dall'ICC (International Color Consortium), il modo in cui i colori sono rappresentati numericamente in un determinato spazio dei colori.

### Profilo colore
File contenente informazioni utili ad identificare lo spazio colore di riferimento.

### Progressiva a colori
Sequenza delle stampe dei monocromi dei colori primari di stampa e delle diverse combinazioni fra loro.

### Prova colore
(eng. hard proof) Simulazione di un'immagine stampata, fatta con una diversa periferica di stampa, allo scopo di riprodurre il colore dell'immagine entro tolleranza stabilite.

### Prova colore a monitor
(eng. soft proof) Simulazione digitale di un'immagine stampata, fatta su un monitor, allo scopo di riprodurre il colore dell'immagine.

### Prova colore certificata
(eng. certified color proof) Una prova colore digitale tecnicamente corretta ed entro le tolleranze della normativa (attualmente la ISO 12647-7) la cui correttezza è certificata da un ente terzo.

### Prova colore retinata
(eng. half-tone proof print) È una prova colore ottenuta usando la stessa tecnologia di retinatura dello stampato da simulare.

### Prova concettuale
Prova non profilata e quindi non copiabile in Stampa. Utilizzata dal Creativo/Grafico per visionare il lavoro e concordarne le caratteristiche di contenuto con il Cliente.

### Prova contrattuale
Prova profilata, cioè eseguita con le caratteristiche del processo e sul supporto previsto per la stampa finale. Utilizzata per le verifiche e l'approvazione del prodotto da parte del Cliente e accettata dallo Stampatore che ne garantisce la copiatura in macchina.

### Puntino
Elemento di densità costante e dimensione variabile di un soggetto retinato.

## Q

### Quadricromia
Stampa in quattro colori. Tre colori primari sottrattivi (ciano, magenta, giallo) e il nero. Sigla CMYK.

## R

### Rasterizzazione
La rasterizzazione è il lavoro di conversione di un'immagine bidimensionale descritta da vettori (in grafica vettoriale), in un'immagine raster o bitmap, ovvero formata da pixel.

### Resilienza
È la capacità di un materiale di assorbire energia di deformazione elastica, ritornando allo stato precedente

### Retino di stampa
Sistema di rappresentazione dei toni di grigio tramite piccoli elementi stampanti di dimensione diversa ed uguale densità. Essendo elementi molto piccoli l'occhio li integra riformando una sensazione di valore tonale equivalente.

### Retinatura
Operazione ottica od elettronica atta a trasformare un elemento a tono continuo in uno a tono discontinuo, cioè costituito da grafismi di uguale densità ed area variabile (retino tradizionale, AM) oppure da grafismi di area e densità costanti e frequenza (numero di punti per unità di superficie) variabile (vedasi retino stocastico).

### Registro
Condizione di posizionamento ottimale dei vari elementi stampanti.

### Retino Ottico
Mezzo ottico impiegato per ottenere la retinatura fotografica.

### Retino Stocastico
Vedi: Stocastico.

### Ricampionamento
Tecnica informatica applicabile ai file raster finalizzata a ridurre od aumentare la risoluzione.

### Rilievografia
Procedimento ad impatto che impiega forme con grafismi in rilievo.

### RIP (Raster Image Processor)
Dispositivo hardware o software che traduce i dati di file elettronici in un insieme di punti e linee che possono essere stampati.

### RLE (Run Length Encoding)
Formato di compressione dati. Tecnica lossless supportata dai formati Photoshop e TIFF.

### Rotocalco o Rotocalcografia
Sistema di stampa diretta incavografica, dove i grafismi sono in incavo.

## S

### Sleeve
Vedi: Manica

### Silografia o Xilografia
È un processo di stampa rilievografica con forma di legno. L'incisione consiste nell'abbassare il livello nelle zone non stampanti con bulini, sgorbie ed altri attrezzi.

### Soggetto al tratto
Soggetto costituito da elementi di immagine privo di variazioni tonali.

### Sovrastampa
(eng. overprint) Stampa di un grafismo sopra un altro; in stampa offset gli inchiostri sono semitrasparenti e dunque un grafismo sovrastampato ha un aspetto (un colore) diverso dallo stesso grafismo non sovrastampato.

### Solid Ink Density (SID), densità inchiostro a fondo pieno
Misura della quantità di luce complementare (filtro maggiore) che è assorbita da una porzione di fondo pieno in una barra di colore: è ottenuta con un densitometro per riflessione.

### Soluzione di bagnatura
Additivi chimici aggiunti all’acqua nella soluzione di bagnatura della macchina da stampa.

### Sormonto (trapping)
L’efficienza con cui uno strato di pellicola di inchiostro umido è accettato dallo strato di inchiostro umido sottostante.

### Spessimetro
È lo strumento che permette di misurare lo spessore dei diversi livelli sulla matrice, dallo spessore totale a quello della base. La precisione dello strumento deve consentire una lettura a 0,01 mm.

### Squadra
È il lato del foglio di stampa, che con il lato pinza forma un angolo di 90° e che viene utilizzato dal registro della macchina da stampa; esso servirà come riferimento per tutte le successive lavorazioni di allestimento.

### Stampa
Riproduzione iterativa dei grafismi della forma o dispositivo stampante su un supporto di stampa, mediante il trasferimento o l'attivazione di un elemento di contrasto.

### Stampa diretta
Condizione di trasferimento diretto dell'inchiostro od elemento stampante, dalla forma al supporto di stampa.

### Stampa indiretta
Condizione di trasferimento intermedio dell'inchiostro od elemento stampante, ad un elemento interposto tra forma e supporto di stampa.

### Stampato
Oggetto finale di uno o più processi grafici costituito da un supporto riportante grafismi.

### Stampatore
(eng. Printer) Azienda di stampa e finissaggio che provvede ad eseguire (o a far eseguire) le matrici e ad effettuare la produzione secondo quanto stabilito con il Cliente.

### Stocastico
È un tipo di Retino di stampa dove la variazione del tono è ottenuta modificando la distribuzione dei punti cambia in frequenza (retino FM) e non in ampiezza (retino AM).

### Supporto di stampa
Materiale in grado di trattenere il grafismo ricevuto o attivato dalla forma di stampa.

## T

### TAC (Total Area Coverage), copertura totale zona
Definisce in percentuale la zona di punto CMYK (valore tonale) aggiungendo i valori di ciascun colore nella zona più scura della selezione. In teoria, deponendo i fondi pieni al 100% di ciascun colore (TAC del 400%) si ottiene la zona nera migliore, ma ciò causa variabilità del colore. Il TAC viene misurato sul file originale e controllato durante la preparazione dell’immagine. Il TAC va controllato nelle zone più scure della pellicola o del file elettronico e letto nello stesso punto per ciascun colore sulla pellicola finale o sul file del CTP. Il TAC massimo è influenzato dal supporto.

### Taglio di rifilo
Operazione di taglio per ottenere il formato finito del prodotto stampato.

### Tensione superficiale
È la proprietà di una superficie solida di lasciarsi bagnare da un liquido. La tensione superficiale rappresenta l'energia libera superficiale di un solido rispetto ad un liquido. In pratica la bagnabilità di un solido è misurata dal valore della sua tensione superficiale espressa in dynes/cm. Essa è in relazione con l'angolo di contatto che si crea tra una goccia di liquido ed un solido. Per ogni coppia "liquido-solido" esiste un valore detto tensione superficiale critica che per la stampa flexografica è 38 Dyne al di sotto della quale viene compromessa l'adesione dell'inchiostro al supporto.

### TIF o TIFF (Tagged-Image File Format)
È un formato sviluppato principalmente per essere utilizzato da applicazioni per l'impaginazione, è supportato anche dai principali programmi per l'elaborazione di immagini e disegno ed è trasferibile su diverse piattaforme. Supporta i metodi RGB, CMYK, scala di grigio con canali alfa, i file LAB in scala di colore e bitmap. I file TIFF possono essere compressi utilizzando la codifica LZW che non provoca perdita di dati e riduce le dimensioni dei file fino al 50%. Il formato TIFF può memorizzare la separazione dei colori CMYK all'interno di un unico file, generando automaticamente la selezione dei colori quando il file viene inserito all'interno di un documento destinato alla stampa.

### Tinta piatta
Vedi: Colore Spot.

### Tipografia
È un processo di stampa rilievografica; la forma, piana o curva, può essere unitaria o composta da più elementi combinabili di metallo, lega ternaria, legno, gomma e polimeri; vengono impiegati inchiostri ad elevata viscosità.

### Tipometro
Il tipometro è uno strumento utilizzato per la misurazione del corpo e della giustezza dei caratteri in tipografia.

### Tono continuo
Percezione tonale di valore variabile senza soluzione di continuità.

### Tono discontinuo
Percezione tonale di un soggetto ripartito in elementi di densità costante e di area variabile (retino AM) oppure di densità costante e frequenza variabile (retino FM).

### Trattamento corona
Al fine di migliorare la capacità di adesione dei film, in particolare quelli poliolefinici (Polipropilene, polietilene ecc) le loro superfici devono essere sottoposte ad un processo di "ossidazione" superficiale ottenuto con il "trattamento corona" che producendo una scarica elettrica ad alto voltaggio ionizza l'aria producendo "ozono" che provoca reazioni di ossidazione superficiali con formazione di gruppi polari ,aumentando superficialmente cariche e dipoli idonei per l'adesione.

### Tricromia
Stampa a tre colori.

### TVI (Tone Value Increase, incremento del valore tonale) o allargamento del punto
Allargamento fisico dei punti di mezzatinta, durante la creazione dell’immagine, dovuto al processo di stampa e all’assorbimento dell’inchiostro da parte della carta (allargamento meccanico del punto); leggero spargimento intorno e sotto i punti (allargamento ottico del punto). La combinazione di entrambi dà come risultante il valore tonale per l’allargamento apparente del punto durante il processo di stampa.

## U

### UCA (Under Colour Addition, addizione del sotto-colore)
Addizione di colori di quadricromia per assicurare il TAC nelle zone d’ombra.

### UCR (Under Colour Removal, rimozione del sotto-colore)
Riduce i contenuti di colore di quadricromia nelle zone scure e neutre della riproduzione e li sostituisce con del nero extra. L’UCR può essere eseguito soltanto nelle parti scure e neutre dell’illustrazione.

### UV
Parte dello spettro elettromagnetico non visibile, indicativamente al di sotto di dei 380nm, la definizione ISO per UV indica dai 400 ai 100nm.

## V

### Valore tonale
Intensità luminosa di un colore deposto su un supporto. Rapporto percentuale tra la parte assorbita di un flusso luminoso incidente su un'area ed il flusso totale.

### Viraggio
Condizione chimica che riverifica 3-5 giorni dopo la stampa, quando la superficie dell’immagine diventa opaca e senza vita. Le cause comprendono un TAC più alto di quello raccomandato, un non corretto allargamento del punto e temperature di macchine fuori della norma.

### VOC
Volatile Organic Compound: indica le sostanze organiche volatili emesse nell'ambiente in presenza e con l'impiego dei solventi.

### Volta
Facciata del foglio di stampa opposto alla Bianca.

## Z

### ZIP
Formato di compressione dati. Tecnica lossless supportata dal formato PDF. Ha caratteristiche simili alla compressione LZW. Comprimendo un qualsiasi file in formato ZIP, questo viene ridotto in dimensioni (Kbytes). Per il riutilizzo di un file compresso, è necessario decomprimerlo e riportarlo al suo stato originale.